# Стела «Город воинской славы» (Великие Луки)
Памятник-стела «Город воинской славы» был открыт 17 июля 2010 года в городе Великие Луки на площади имени Ленина.
Стела установлена в память о присвоении городу почётного звания — «Город воинской славы».

## История памятника
Пограничное положение Великих Лук предопределило их важную роль в обороне страны на протяжении всей истории города. За воинские заслуги город заслужил звание «оплечье Новгорода» и «предсердие Москвы». К числу важнейших военных событий относится Смоленское сражение 1941 года. В Великую Отечественную войну бои за освобождение Великих Лук были настолько ожесточёнными, что город прозвали «Малым Сталинградом».
Указом Президиума Верховного Совета СССР от 12 января 1983 года за мужество и героизм, проявленные трудящимися города в годы Великой Отечественной войны, и за успехи, достигнутые в хозяйственном и культурном строительстве, Великие Луки награждены Орденом Отечественной войны I степени, а Указом президента Российской Федерации от 28 октября 2008 года N 1532 Великим Лукам присвоено почётное звание «Город воинской славы». 8 декабря 2008 года в Кремле состоялась церемония вручения грамот о присвоении этого высокого звания городам, в числе которых были Великие Луки.
В соответствии с Указом Президента РФ Путина Владимира Владимировича от 1 декабря 2006 года № 1340, в каждом городе, удостоенном почётного звания «Город воинской славы», устанавливается стела, посвящённая этому событию. Право на выполнение работ по изготовлению стелы «Город воинской славы», получило ОАО «Московский камнеобрабатывающий комбинат» из подмосковного Долгопрудного, предприятие, известное на всю страну своими изделиями из натурального камня. Стела была изготовлена на средства областного бюджета.
17 января 2009 года был заложен камень на месте установки будущей стелы, а её открытие состоялось 17 июля 2010 года.
Торжественная церемония открытия стелы совпала с празднованием «Дня города». В церемонии приняли участие губернатор Псковской области Андрей Турчак, представители администрации Великих Лук, общественности и ветераны.
В 2011 году поступила в обращение почтовая марка, а в 2012 году в обращение была выпущена памятная монета «Город воинской славы Великие Луки» номиналом 10 рублей. Решением Великолукской городской Думы от 4 июля 2013 года № 48 учреждена памятная медаль «Великие Луки — город воинской славы». Ещё одним символом стал Меч Победы, вручённый Великим Лукам, как и другим городам воинской славы, 9 июня 2022 года в зале Славы Музея Победы в парке Победы на Поклонной горе в Москве. Изготовленный в Златоусте меч покрыт золотом высшей 999,9 пробы и инкрустирован уральскими самоцветами — гранатами, символизирующими пролитую кровь, и голубыми топазами, которые считаются символом мира. Длина мечей составляет 1,2 метра, вес — более пяти килограммов. На клинке, украшенном растительным орнаментом, высечены знаменитые слова князя Александра Невского: «Кто с мечом к нам придет, тот от меча и погибнет». Ранее, в апреле 2015 года, аналогичные Мечи Победы были переданы на вечное хранение городам-героям.
- Вручение грамоты о присвоении Великим Лукам почётного звания
- Памятная марка, посвящённая городу воинской славы
- Изображение герба города воинской славы на монете

## Описание
Архитектурно-скульптурное решение памятной стелы «Город воинской славы» утверждено Российским организационным комитетом «Победа» по результатам открытого всероссийского конкурса, в котором победил проект авторского коллектива в составе: Заслуженный архитектор России, действительный член Международной академии архитектуры И. Н. Воскресенский, архитекторы Г. А. Ишкильдина, В. В. Перфильев, Заслуженный художник России, член-корреспондент Российской академии художеств, скульптор С. А. Щербаков.
Стела представляет собой 11-метровую гранитную колонну, выполненную в стиле дорического ордера, которую венчает герб Российской Федерации высотой 1,38 метра. Конструкция смонтирована на постамент, на который ведёт несколько ступенек. На лицевой стороне постамента написан текст Указа Президента РФ, на обратной изображён герб Великих Лук. Размер площади, на которой установлена стела, составляет 17 на 17 метров. По углам площади расположены четыре тумбы. На них возвышаются стелы с шестнадцатью художественными барельефами военной тематики, изображающими события местной истории, за которые город удостоился почётного звания.
Тематика барельефов:
- Дата первого упоминания города в летописи — 1166 год. Изображение князя Ростислава Мстиславича на фоне деревянной крепости.

- Великие Луки в составе Новгородской феодальной республики. Изображение князя Александра Невского с дружиной.

- События 1580 года, оборона Великих Лук от войск польского короля Стефана Батория.

- Стрельцы, защищавшие рубежи русского государства в XVI–XVII веках.

- Изображение императора Петра Первого на фоне чертежа великолукской крепости XVIII века.

- Изображение императрицы Екатерины Второй с утверждённым в 1776 году гербом и планом города.

- Отечественная война 1812 года. Изображения М. И. Кутузова и С. В. Непейцына.

- Первая мировая война, когда в городе размещалось тыловые лазареты для раненых. Изображения сестры милосердия и солдата на фоне здания больницы общины сестёр милосердия Красного Креста.

- Группа из шести барельефов, отражающая события Великой Отечественной войны: подвиг Васи Зверева, оборонительные бои за город в 1941 году, подвиги подпольщиков-железнодорожников и Матвея Кузьмина, Великолукская наступательная операция 1942-1943 годов, освобождение города и подвиг Генриха Винатовского.

- Изображение ордена Отечественной войны I степени в окружении памятников воинской славы Великих Лук: Обелиска Славы, памятника на могиле А. М. Матросова, танка на крепостном валу, памятника воину-освободителю на братском воинском захоронении и бюста маршала К. К. Рокоссовского.

- Символ преемственности поколений: изображение Вечного огня и великолучан, возлагающих к нему цветы.